# 格勒南莱松贝农
格勒南莱松贝农（法語：Grenant-lès-Sombernon，法語發音：[ɡʁənɑ̃ lɛ sɔ̃bɛʁnɔ̃]，意为“松贝农附近的格勒南”）是法国科多尔省的一个市镇，位于该省中部，属于第戎区和乌什河与山岳市镇公共社区。

## 地理
格勒南莱松贝农（47°16'17"N, 4°42'41"E）面积7.19 平方千米，位于法国勃艮第-弗朗什-孔泰大區科多尔省，该省份为法国中东部省份，北起奥布省，西接涅夫勒省和约讷省，南至索恩-卢瓦尔省，东南接汝拉省，东临上索恩省，东北部与上马恩省接壤。
与格勒南莱松贝农接壤的市镇（或旧市镇、城区）包括：蒙塔尼地区雷米利、乌什河畔巴尔比雷、乌什河畔拉比西耶尔、埃沙奈。

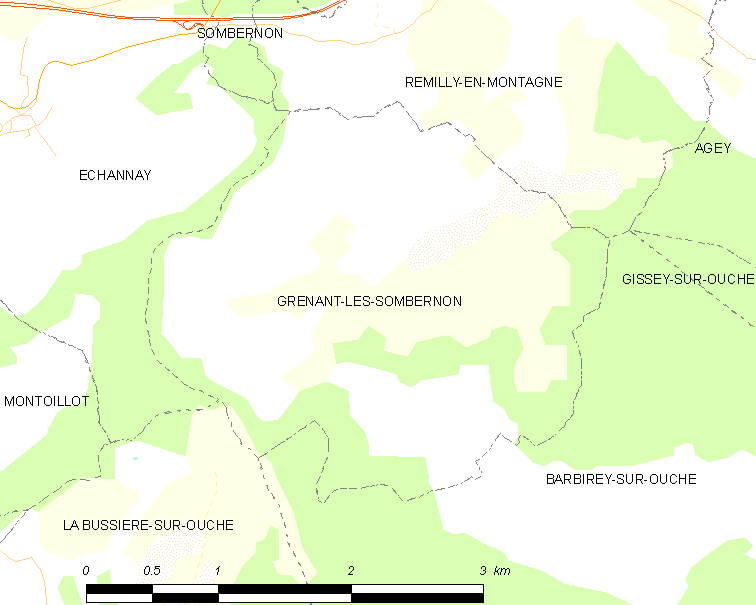
格勒南莱松贝农的OSM定位图

格勒南莱松贝农的时区为UTC+01:00、UTC+02:00（夏令时）。

## 行政
格勒南莱松贝农的邮政编码为21540，INSEE市镇编码为21306。

## 政治
格勒南莱松贝农所属的省级选区为塔朗县。

## 人口

1962-2008年间格勒南莱松贝农人口变化图示

格勒南莱松贝农于2022年1月1日时的人口数量为216人。